# Evann Guessand
Evann Guessand (ur. 1 lipca 2001 w Ajaccio) – iworyjsko-francuski piłkarz, występujący na pozycji napastnika we francuskim klubie OGC Nice oraz w reprezentacji Wybrzeża Kości Słoniowej. Były młodzieżowy reprezentant Francji.